# Adam Kotarba
Adam Stefan Kotarba (ur. 15 maja 1938 w Zakopanem) – polski geograf. 

## Życiorys
Specjalizuje się w zagadnieniach z zakresu geomorfologii. Członek korespondent Polskiej Akademii Nauk od 1998 roku. Jest również członkiem Polskiej Akademii Umiejętności. Zasiadał w Komisji Rewizyjnej Stowarzyszenia Geomorfologów Polskich oraz w Centralnej Komisji do Spraw Stopni i Tytułów. Wykładowca w Instytucie Geografii i Przestrzennego Zagospodarowania im. Stanisława Leszczyckiego PAN.
Doktoryzował się w 1970 roku, tytuł profesora nadano mu szesnaście lat później.
Został uhonorowany Nagrodą Naukową Wydziału III Nauk Matematyczno-Fizycznych, Chemicznych i Geologiczno-Geograficznych PAN. Odznaczono go także Srebrnym Krzyżem Zasługi.